# Боруциха
Боруциха (пол. Borucicha) — село в Польщі, у гміні Клочев Рицького повіту Люблінського воєводства.
Населення — 122 особи (2011).
У 1975-1998 роках село належало до Седлецького воєводства.

## Демографія
Демографічна структура станом на 31 березня 2011 року:
|          | Загалом | Допрацездатний вік | Працездатний вік | Постпрацездатний вік |
| -------- | ------- | ------------------ | ---------------- | -------------------- |
| Чоловіки | 58      | 15                 | 38               | 5                    |
| Жінки    | 64      | 11                 | 36               | 17                   |
| Разом    | 122     | 26                 | 74               | 22                   |